# Calanthe johorensis
Calanthe johorensis är en orkidéart som beskrevs av Richard Eric Holttum. Calanthe johorensis ingår i släktet Calanthe och familjen orkidéer. Inga underarter finns listade i Catalogue of Life.